# Katicaformák
A katicaformák (Coccinellinae) a rovarok (Insecta) osztályának a bogarak (Coleoptera) rendjébe, ezen belül a mindenevő bogarak (Polyphaga) alrendjébe tartozó katicabogárfélék (Coccinellidae) családjának egyik alcsaládja.

## Rendszerezés
Az alcsaládba az alábbi nemzetségek és nemek tartoznak:
- Bulaeini
  - Bulaea
- Coccinellini
  - Adalia
  - Aiolocaria
  - Alloneda
  - Anatis
  - Anegleis
  - Anisolemnia
  - Anisosticta
  - Antineda
  - Aphidecta
  - Archegleis
  - Australoneda
  - Autotela
  - Bothrocalvia
  - Callicaria
  - Calvia
  - Cheilomenes
  - Chevrolat
  - Chloroneda
  - Cleobora
  - Clynis
  - Coccinella
  - Coccinellina
  - Coccinula
  - Coelophora
  - Coleomegilla
  - Cratomegilla
  - Cycloneda
  - Cyrtocaria
  - Declivitata
  - Docimocaria
  - Dysis
  - Egleis
  - Eoadalia
  - Eonaemia
  - Eoneda
  - Eriopis
  - Erythroneda
  - Eumegilla
  - Harmonia
  - Heterocaria
  - Heteroneda
  - Hippodamia
  - Hysia
  - Illeis
  - Isora
  - Lioadalia
  - Macronaemia
  - Megalocaria
  - Megillina
  - Micraspis
  - Microcaria
  - Mononeda
  - Mulsantina
  - Myrrha
  - Myzia
  - Naemia
  - Neda
  - Nedina
  - Neocalvia
  - Neoharmonia
  - Neopalla
  - Nesis
  - Oenopia
  - Oiocaria
  - Olla
  - Omalocaria
  - Palaeoneda
  - Pania
  - Paranaemia
  - Paraneda
  - Phrynocaria
  - Procula
  - Propylea
  - Pseudadonia
  - Pseudoenopia
  - Sospita
  - Sphaeroneda
  - Spiloneda
  - Stenadalia
  - Synona
  - Synonycha
  - Xanthadalia

- Discotomini
  - Pristonema

- Psylloborini
  - Halyzia
  - Macroilleis
  - Protothea
  - Psyllobora
  - Vibidia

- Singhikaliini
  - Singhikalia

- Thyttaspididini
  - Tytthaspis